# Casas de Jordán
Casas de Jordán es una partida rural de Villena (Alicante, España), situada al suroeste de su término municipal, al sur de la Acequia del Rey, entre el Cabezo del Polovar y el Cabezo de Jordán. Su población censada en 2015 era de 34 habitantes (INE), casi el doble que en 2000. La población está repartida en varias casas dispersas por el territorio de la partida. 
Está situada el borde de la antigua laguna de Villena, y en sus cercanías se hallan los saleros del Polovar, de gran importancia histórica para la ciudad, y que aparecen citados ya en la Relación enviada a Felipe II en 1575:

En el término de Villena ay dos sitios de salinas que en ellos se fabrica sal de agua sacada a mano de pozos, que las unas se llaman las del Cabeço Polvogad, y las otras las de el Angostillo. Ay una laguna de media legua de largo en medio de las dos, rasa, que no produze yerba.

Al sur de la partida se halla el Cabezo de Terlinques, donde el arqueólogo José María Soler García encontró un poblado de la Edad del Bronce, anterior o coetáneo en sus primeras etapas al gran poblado del Cabezo Redondo, unos 3 km al norte de éste.

## Demografía
| Población | 19 | 20 | 27 | 32 | 37 | 32 | 33 | 35 | 34 | 34 |